# Jane Rosenthal
Jane Rosenthal (Denver, 21 de septiembre de 1956) es una productora de cine estadounidense. Es la cofundadora y CEO de Tribeca Enterprises, una compañía que abarca Tribeca Productions, el Festival de Cine de Tribeca, Tribeca Studios y la fundación sin ánimo de lucro Tribeca Film Institute. Compañera de producción de Robert De Niro desde 1988, Rosenthal se ha encargado de producir reconocidas obras de cine y televisión, entre las que destacan Meet the Parents (2000), About a Boy (2002), Meet the Fockers (2004) y Little Fockers (2010).
Rosenthal y De Niro fundaron el Festival de Cine de Tribeca después de los ataques del 11 de septiembre para ayudar a revitalizar el centro de Manhattan.

## Filmografía

### Cine
| Año  | Título                                 | Notas                |
| ---- | -------------------------------------- | -------------------- |
| 1992 | Thunderheart                           |                      |
| 1992 | Night and the City                     |                      |
| 1993 | A Bronx Tale                           |                      |
| 1996 | Faithful                               |                      |
| 1996 | Marvin's Room                          |                      |
| 1997 | Wag the Dog                            |                      |
| 1998 | The Repair Shop                        | Productora ejecutiva |
| 1999 | Analyze This                           |                      |
| 1999 | Entropy                                |                      |
| 1999 | Flawless                               |                      |
| 2000 | The Adventures of Rocky and Bullwinkle |                      |
| 2000 | Meet the Parents                       |                      |
| 2001 | Prison Song                            |                      |
| 2002 | Showtime                               |                      |
| 2002 | About a Boy                            |                      |
| 2002 | Analyze That                           |                      |
| 2004 | House of D                             |                      |
| 2004 | Stage Beauty                           |                      |
| 2004 | Meet the Fockers                       |                      |
| 2005 | Rent                                   |                      |
| 2006 | The Good Shepherd                      |                      |
| 2008 | What Just Happened                     |                      |
| 2009 | Public Enemies                         | Productora ejecutiva |
| 2010 | Little Fockers                         |                      |
| 2012 | Being Flynn                            | Productora ejecutiva |
| 2013 | Grudge Match                           | Productora ejecutiva |
| 2016 | All We Had                             |                      |
| 2017 | The Pirates of Somalia                 | Productora ejecutiva |
| 2018 | Bohemian Rhapsody                      | Productora ejecutiva |
| 2019 | The Irishman                           |                      |
| 2020 | Artemis Fowl                           | Productora ejecutiva |
| —    | The Good House                         |                      |
| —    | The War with Grandpa                   | Productora ejecutiva |

### Televisión
| Año     | Título             | Notas                |
| ------- | ------------------ | -------------------- |
| 1993    | TriBeCa            |                      |
| 1998    | Witness to the Mob | Telefilme            |
| 2000    | Holiday Heart      | Telefilme            |
| 2002    | Porn 'n Chicken    | Telefilme            |
| 2012    | NYC 22             | Productora ejecutiva |
| 2013    | Nine for IX        | Documental           |
| 2013    | Acting Disruptive  | Documental           |
| 2014    | About a Boy        | Productora ejecutiva |
| 2013−14 | Nine for IX Shorts | Corto                |
| 2015    | For Justice        | Telefilme            |
| 2017    | The Wizard of Lies | Telefilme            |
| 2019    | When They See Us   | Productora ejecutiva |